# Black Nativity
Pour plus de détails, voir Fiche technique et Distribution.
Black Nativity est une comédie musicale américaine écrite et réalisée par Kasi Lemmons et sortie en 2013. Il s'agit d'une nouvelle adaptation de la comédie musicale du même nom, après le film de 1962.

## Synopsis
Le jeune Langston vit avec sa mère célibataire, Naima, à Baltimore. Lorsqu’il rejoint sa lointaine famille à New York pour les vacances de Noël, il ignore que ce voyage va changer beaucoup de choses.
En débarquant dans la grande ville chez le révérend Cornell Cobbs et sa femme Aretha, Langston a bien du mal à se plier aux règles qui lui sont imposées. Il ne rêve plus que de retourner chez sa mère. Son odyssée, pleine de surprises, va lui donner la force de découvrir la vie sous un autre angle et grâce à ses nouveaux amis et à un petit coup de pouce venu du ciel, il va finir par trouver le vrai sens de la foi, du pardon et de la famille…

## Fiche technique
- Titre original : Black Nativity
- Titre français :
- Titre québécois :
- Réalisation : Kasi Lemmons
- Scénario : Kasi Lemmons d'après la comédie musicale de Langston Hughes
- Direction artistique : Kristi Zea
- Décors : Doug Huszti
- Costumes : Gersha Phillips
- Montage : Terilyn A. Shropshire
- Musique :
- Photographie : Anastas N. Michos
- Son :
- Production : William Horberg, Galt Niederhoffer, Celine Rattray et Trudie Styler
- Sociétés de production : Intrepid Pictures et Maven Pictures
- Société de distribution : 
  -  États-Unis : Fox Searchlight Pictures
  -  France : 20th Century Fox
- Budget :
- Pays d’origine :  États-Unis
- Langue originale : anglais
- Durée :
- Format : couleur - 35 mm - 2,35:1 - Son Dolby numérique
- Genre : Comédie musicale
- Date de sortie : 
  - États-Unis : 27 novembre 2013
  - France : 27 août 2014

## Distribution
- Forest Whitaker (VFB : Patrick Descamps) : le révérend Cornell Cobbs
- Jennifer Hudson : Naima
- Angela Bassett (VFB : Stéphane Excoffier) : Aretha Cobbs
- Vondie Curtis-Hall : le prêteur sur gages
- Jacob Latimore (VFB : Pablo Hertsens) : Langston
- Tyrese Gibson (VFB : Claudio Dos Santos): Tyson « Loot »
- Luke James (VF : Boris Agondanou): Joseph « Jo-Jo »

Source et légende : Version française (VF) sur AlloDoublage